# Podolský hřbitov
Podolský hřbitov se nachází v Praze 4 v městské čtvrti Podolí v ulici Doudova 1. Jeho rozloha je 0,75 ha a nachází se zde 12 hrobek, přibližně 1200 hrobů, 250 urnových hrobů a v jihovýchodní části jedna novogotická kaplová hrobka. Podolský hřbitov spravuje příspěvková organizace Hřbitovy a pohřební služby hl. m. Prahy, Hřbitovní správa Vinohrady.

## Historie
Hřbitov byl založen roku 1885 pro obce Podolí a Dvorce, původní hřbitov u kostela svatého Michaela archanděla byl poté zrušen a přeměněn na park. Roku 1912 byl hřbitov rozšířen na dvojnásobnou plochu. Nový vchod byl zřízen na jižní straně z ulice Na Klaudiánce. Odtud vede centrální cesta ke hřbitovní kapli v severní zdi, vedle které je kancelář hřbitova.
Hřbitov má deset oddělení, v šestém jsou dva pomníky členům Sokola Podolského a Sokola Pankráckého, kteří padli v 1. a 2. světové válce.

## Pohřbení
- Václav Trojan – hudební skladatel
- Jiří Neustupný – archeolog a muzeolog
- Josef Vyleťal – malíř a grafik
- Jan Bureš – neurovědec
- Bořivoj Zeman – režisér